# ناحیه بدرالجدیده
ناحیه بدرالجدیده (به عربی: بدر الجدیدة) یک منطقهٔ مسکونی در اردن است که در امان واقع شده‌است.